# 2002 год в истории железнодорожного транспорта
2002 год в истории железнодорожного транспорта

## События

### В России
- 19 сентября произошло крушение на перегоне Чир — Суровикино[1].
- 11 ноября — авария на Балтийском вокзале в Санкт-Петербурге.
- 19 декабря — на Варшавском вокзале проведены практические испытания путевого энергопоглощающего упора, позже ставшие известными как «Краш-тест электрички».
- Введена в строй электрификация на участках Петров Вал — Волгоград и Жутово — Котельниково Приволжской железной дороги.

### В мире
- 20 февраля в Египте произошёл пожар в поезде, следовавшем из Каира в Луксор. Погибли 315 человек. Причиной пожара стал взрыв газового баллона в вагоне-ресторане[2].
- 15 мая — в Индии в 350 км к востоку от города Нью-Дели сошёл с рельсов пассажирский поезд. Погибли около 10 человек и 100 получили травмы[3].
- 25 мая — в Мозамбике сошёл с рельсов пассажирский поезд. Погибли 195 человек, травмы получили около 160 человек[3].
- 24 июня — в Танзании произошло столкновение пассажирского и грузового поездов. Причина — техническая неисправность тормозной системы пассажирского поезда. Погиб 281 человек, травмы получили около 900 человек[3].
- 30 июля — в США произошло крушение поезда компании Amtrak, следовавшем по маршруту Чикаго — Вашингтон. Травмы получили 97 человек, причём ранения шести пассажиров оценивались как очень серьёзные. Пассажирский поезд Кэпитал лимитед сошёл с рельсов в Кенсингтоне (штат Мэриленд), примерно в 15 км к северу от американской столицы[4].
- 10 сентября — в Индии в штате Бихар упал с моста в реку Дхаве пассажирский поезд. Погибли не менее 118 человек, травмы получили около 150 человек[3].
- 27 сентября — в Пакистане в провинции Белуджистан упали с моста восемь вагонов пассажирского поезда. Погибли не менее 16 человек, травмы получили около 70 человек[3].
- Создано ЗАО Казахстанские железные дороги.